# Népszabadság
Népszabadság (wörtlich ‚Volksfreiheit‘), umgangssprachlich auch Népszabi genannt, war bis zu ihrem Ende am 8. Oktober 2016 die auflagenstärkste überregionale Tageszeitung Ungarns. Die Zeitung war 1956 gegründet worden, wurde von der Népszabadság Zrt. herausgegeben und galt als die bedeutendste linke Tageszeitung Ungarns nach 1989.
Das Blatt hatte üblicherweise einen Umfang von etwa 24 Seiten (in Farbe), samstags erschien es mit 12 zusätzlichen Feuilleton-Seiten (hétvége). Népszabadság berichtete über Politik, Wirtschaft, Kultur und Medien, Sport und Technik und verfügte über eigene Korrespondenten in Europa und einigen Weltstädten in Übersee.

## Geschichte
Vor 1989 galt Népszabadság als die Stimme der Staatspartei MSZMP. Nach der Wende wurde sie zu einem linksliberalen Blatt. Die Zeitung war zwar unabhängig und überparteilich, unterstützte jedoch im Allgemeinen die sozialistischen und liberalen Parteien und stand damit dem rechtskonservativen Fidesz-Bürgerbund fern. Mehrheitseigentümer war bis 2014 das Schweizer Medienunternehmen Ringier, Minderheitseigentümer die MSZP. Über die Mediaworks Hungary AG wurde das Blatt dann an die Vienna Capital Partners (VCP) des Österreichers Heinrich Pecina verkauft. Am 8. Oktober 2016 wurde die Zeitung in einer überraschenden Aktion über Nacht eingestellt, ohne dass die Mitarbeiter vorher informiert wurden. Auch die Internetseite und das Archiv wurden zunächst gesperrt, den Journalisten der Zugang zu Computern und persönlichen Gegenständen verwehrt. Das Blatt hatte zuletzt Regierungsskandale aufgedeckt. Wenige Wochen später wurde bekannt, dass VCP die Mediaworks Gruppe – zu deren Portfolio neben Népszabadság auch die wichtigsten Regionalblätter und mehrere auflagenstarke Illustrierte gehören – an ein regierungsnahes Unternehmen verkauft hatte.

### Auflagenentwicklung
Im Zuge der postkommunistischen Liberalisierung des ungarischen Medienmarktes und der damit einhergehenden „Tabloidisierung“ des Pressemarkts verlor Népszabadság drastisch an Auflage. Lag die tägliche Auflage 1987 noch bei 695.000 Exemplaren, sank sie bis 1996 auf 280.000, wobei sich die Zeitung zunehmend über Anzeigen statt Verkäufe finanzierte.
Im vierten Quartal 2008 war die Auflage laut MATESZ auf etwa 121.000 Exemplare abgesunken. Népszabadság blieb damit jedoch weiterhin die auflagenstärkste Qualitätszeitung.

## Inhaltliches
Népszabadság war bis zum Schluss unabhängig in der Berichterstattung. Täglich wurde umfangreich über wirtschaftliche, innen- und außenpolitische Themen berichtet. Durch Strafandrohung von neu geschaffenen staatlichen Kontrollbehörden bei nichtkonformer Berichterstattung konnte seit der Regierungsübernahme durch FIDESZ unter Führung von Ministerpräsident Viktor Orbán keine umfassende, kritische Diskussion veröffentlicht werden. Damit einher ging eine gewisse Verkleinerung der Seitenanzahl. Dennoch war "Népszbadság" eine kritische, unabhängige Tageszeitung geblieben. Trotz des politischen Druckes erhielt sie die größte Auflage im Vergleich mit anderen Qualitätstageszeitungen in Ungarn aufrecht. Trotz geringer Anzeigenerlöse bei fehlender Unterstützung durch staatliche Organisationen verringerte sich das strukturelle Defizit kontinuierlich, Investitionen in Personal und neue Entwicklungen wurden bis zur unerwarteten Abschaltung getätigt.